# Buco nero estremo
In fisica teorica, per buco nero estremale s'intende un buco nero con la massa minima possibile compatibile con le cariche specificate e il momento angolare.
Nelle teorie supersimmetriche, i buchi neri estremali sono spesso supersimmetrici, per esempio sono invarianti sotto molte supercariche. Ciò è una conseguenza del limite BPS. Tali buchi neri sono stabili.
La loro entropia può essere calcolata nella teoria delle stringhe.